# Acropolitissa
Acropolitissa (fl. XIV secolo) è il modo in cui è meglio conosciuta la moglie dell'imperatore di Trebisonda Michele di Trebisonda, poiché il suo nome di battesimo è sconosciuto.
Il cognome è la forma femminile di Acropolite (Acropolites), il nome della sua famiglia. Era figlia di Costantino Acropolite e sua madre è stata identificata come Maria Comnena Tornicina. Costantino, a sua volta, era il figlio maggiore di Giorgio Acropolite e di sua moglie Eudocia, che, si ritiene, fosse una nipote per parte di madre del sebastocratore Giovanni Tornicio.

## Matrimonio
Acropolitissa sposò Michele, figlio minore di Giovanni II di Trebisonda, con Eudocia Paleologa. Alla morte del padre, nel 1297, Eudocia tornò alla corte del fratello, Andronico II Paleologo, a Costantinopoli, e pare che Michele fosse con lei. Non si sa nulla della sua vita successiva, ma si sa che nel 1341 era ancora nella capitale bizantina. Il matrimonio avvenne probabilmente durante questo lungo soggiorno a Costantinopoli e l'unico figlio noto della coppia è Giovanni III di Trebisonda.
In quell'anno salì al trono Irene Paleologa, vedova del nipote Basilio di Trebisonda. Gli scholarioi, una delle fazioni in lotta per il potere nell'Impero di Trebisonda guidata da Niceta Scolario e Gregorio Meitzomates, decisero allora di invitare Michele a reclamare il trono. La reggenza del giovane Giovanni V Paleologo nell'Impero Bizantino, che all'epoca era retta da Anna di Savoia e Giovanni Cantacuzeno, appoggiò l'iniziativa e diede a Niceta e Michele tre navi per scortarli nella capitale trapezuntina. William Miller sostiene che l'intenzione di Michele era quella di sposare Irene per salire al trono e non di rovesciarla. Non è certo se questo significhi che l'Acropolitissa fosse già morta in quel momento. Comunque sia, Michele trascorse poco tempo a Trebisonda: quando le sue navi raggiunsero la città il 30 luglio, trovarono Irene già deposta e sostituita da Anna, sua cognata e nipote di Michele. La notte stessa, i nobili locali, guidati dal metropolita Acacio, lo tradirono e lo inviarono a Oinaion e poi a Limnia, dove fu tenuto prigioniero dal mega duca Giovanni l'Eunuco. Sebbene sia noto che Niceta portò con sé il figlio di Michele, Giovanni, per rimpiazzare Anna, le fonti non menzionano nulla di Acropolitissa.
Il 3 maggio 1344 Giovanni III fu deposto e tonsurato. Suo padre, Michele, fu restaurato al trono fino a quando non fu lui stesso deposto il 13 dicembre 1349. Dopo essere stato imprigionato nelle grotte del monastero di San Saba, Michele fu rimandato a Costantinopoli nel 1351. Nel 1355 tentò senza successo di riprendere il trono.
Se Acropolitissa era viva durante questi anni turbolenti, probabilmente si trovava a Costantinopoli.

## Possibili discendenti
Le "Cronache georgiane" del XVIII secolo riportano che Giorgio V di Georgia sposò una figlia dell'"imperatore greco, Michale Comneno", ma, la dinastia regnante dell'Impero bizantino nel XIV secolo era quella dei Paleologi e non quella dei Comneni. Il matrimonio di una figlia di Michele IX Paleologo e di sua moglie Rita d'Armenia con un monarca georgiano non compare in nessuna fonte bizantina, e non si conosce nemmeno una figlia illegittima di Michele IX. Non si sa con certezza se questa ragazza fosse figlia di Michele Comneno di Trebisonda e di Acropolitissa.